# Georges Lemaire

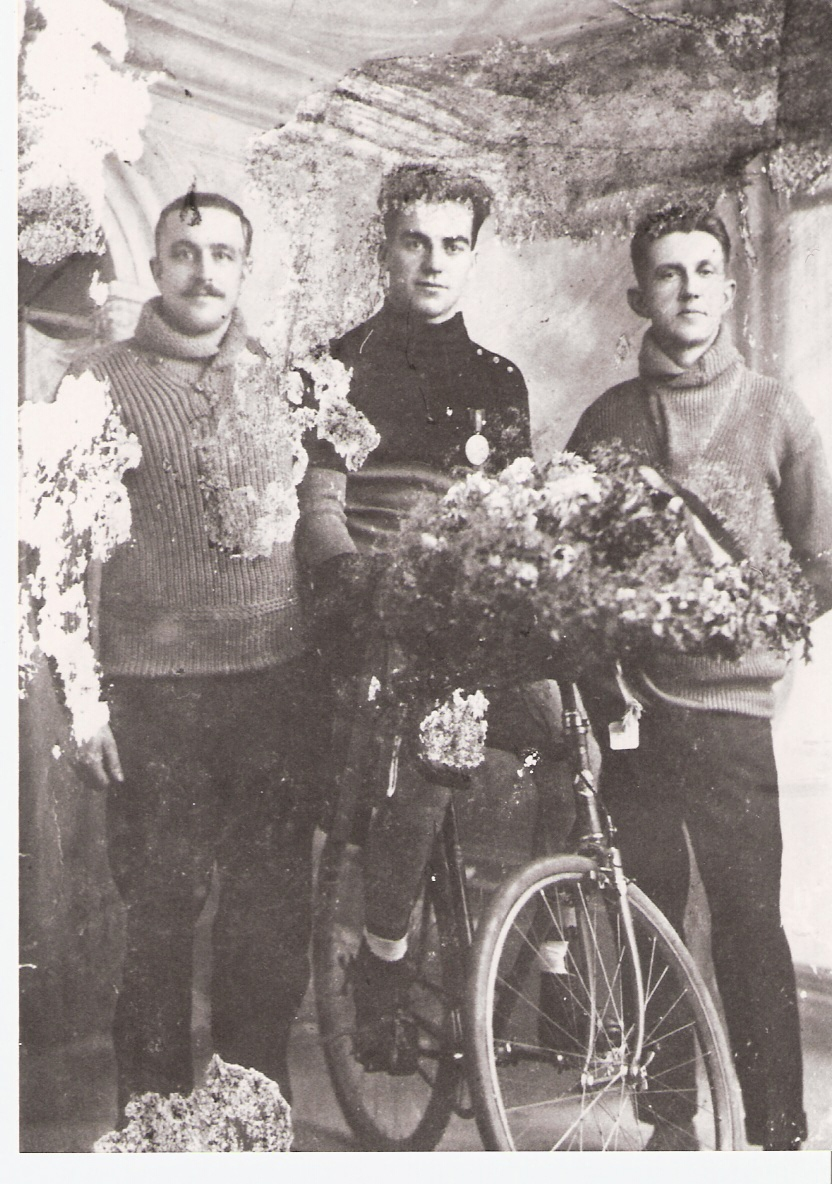
Georges Lemaire (Mitte, 1932)

Georges Lemaire (* 5. April 1905 in Pepinster; † 29. September 1933 in Ukkel) war ein belgischer Radrennfahrer.
1925 wurde Georges Lemaire Dritter der Belgischen Meisterschaften im Querfeldein-Rennen. 1929 wurde er Belgischer Meister der Unabhängigen, 1932 Belgischer Meister der Profis im Straßenrennen. Im selben Jahr belegte er bei der Tour de France den 15. Platz. 1933 wurde er Vierter der Tour, nachdem er zwei Etappen lang auch das Gelbe Trikot getragen hatte.
Im September 1933 stürzte Lemaire, der schon als kommender belgischer Radsport-Star gefeiert worden war, bei der Belgischen Vereinsmeisterschaft auf der Strecke zwischen Brüssel und Löwen, erlitt einen Schädelbruch und starb wenige Tage später im Krankenhaus.